# Semisi Masirewa

a Compétitions nationales et continentales officielles uniquement.

b Matchs officiels uniquement.
Dernière mise à jour le 30 août 2021.
Semisi Masirewa (セミシ マシレワ), né le 9 juin 1992 à Vuna (île de Taveuni, Fidji), est un joueur de rugby à XV international japonais d'origine fidjienne. Il joue aux postes d'ailier ou d'arrière. Il évolue avec le club des Kintetsu Liners en Top League depuis 2017.

## Carrière

### En club
Semisi Masirewa est né aux Fidji, dans le village de Vuna sur l'île de Taveuni,. Il fait partie d'une famille pauvre, qui déménage rapidement à Savusavu sur l'île de Vanua Levu afin de trouver une vie meilleure.
En 2010, il déménage en Nouvelle-Zélande grâce à une bourse d'études, et étudie dans un premier temps à la Whanganui High School (en) dans la région de Manawatū-Whanganui. Il rejoint l'année suivante la Feilding High School (en), où il termine sa scolarité. Il pratique le rugby avec l'équipe de l'établissement, évoluant alors au poste de centre. Il évolue parallèlement avec l'équipe provinciale de Manawatu, avec qui il dispute des tournois de rugby à sept, mais ne parvient pas obtenir un contrat professionnel,.
Après avoir terminé le lycée, il part s'installer dans la région de Waikato, où il retrouve une partie de sa famille. En effet son oncle, Waisake Masirewa, est un ancien international néo-zélandais à sept et habite à Morrinsville. Il continue à jouer au rugby avec le club du Morrinsville Sports dans le championnat amateur local. Se spécialisant au poste d'arrière, il montre rapidement son talent et effectue une bonne première saison en senior,. Il attire alors l'attention de la province de Waikato, qui souhaite lui faire signer un contrat professionnel pour la saison 2012, mais cela reste sans suite pour des raisons administratives. Il se contente alors de jouer avec l'équipe Development (espoir).
Il signe finalement un contrat avec Waikato pour la saison 2013 de National Provincial Championship (NPC). Il fait ses débuts lors d'un match de présaison comptant pour la défense du Ranfurly Shield, face à East Coast en juillet 2013, et marque un triplé à cette occasion. Lors de la saison régulière, il est utilisé au poste d'ailier, et inscrit deux essais en huit rencontres.
Pas utilisé par Waikato lors du début de la saison 2014, il est prêté pour le restant de la saison dans sa province de formation de Manawatu. Il dispute cinq matchs avec son équipe, et participe au bon parcours de son équipe, qui remporte le Championship (deuxième division du NPC) au terme de la saison,. La saison suivante, il produit de bonnes performances avec Manawatu, avant qu'une blessure au poignet ne mette prématurément fin à sa saison au bout de sept matchs.
Ses prestations au niveau provincial attirent l'attention des franchises néo-zélandaises de Super Rugby des Chiefs, Hurricanes et Highlanders qui souhaitent le recruter dans leurs groupes élargis d'entraînements. Il décline finalement ces offres en faveur d'un vrai contrat de deux saisons avec la franchise australienne de la Western Force,. Il joue son premier match en Super Rugby le 27 février 2016 contre les Melbourne Rebels,. Il parvient à s'imposer dans la rotation de la franchise d'Australie occidentale, en disputant quinze rencontres dont sept titularisations à l'aile,.
En 2016, il dispute également le National Rugby Championship (NRC) avec l'équipe de Perth Spirit. Il dispute seulement quatre rencontres (pour deux essais), mais il est titulaire lors de la finale de la compétition, que son équipe remporte face aux NSW Country Eagles.
Après une saison 2017 de Super Rugby où il est très peu utilisé (deux matchs), il rejoint en août 2017 le club japonais des Kintetsu Liners situé à Higashiōsaka, et évoluant en Top League,. Il y effectue une bonne saison, inscrivant sept essais en quinze matchs,. Il ne peut toutefois pas empêcher la relégation de son club en Top Challenge League.
En 2018, il est retenu dans l'effectif de la franchise japonaise des Sunwolves pour disputer la saison de Super Rugby à venir,. Il marque un essai pour son premier match sous ses nouvelles couleurs, le 24 mars 2018 contre les Chiefs. Il dispute dix matchs lors de sa première saison, et inscrit deux essais. Il reçoit un carton rouge le 7 juillet 2018 lors d'un match les Waratahs, pour un placage dangereux. Il prolonge ensuite son contrat pour une saison supplémentaire.
Avec les Liners, il fait une très bonne saison 2018-2019 à l'échelon inferieur du championnat japonais, en inscrivant quatorze essais en dix matchs.
Lors de la Saison 2019 de Super Rugby, il se fait remarquer par ses qualités de finisseurs en inscrivant onze essais en quatorze matchs, dont un triplé contre les Waratahs,. Il termine la saison quatrième meilleur marqueur du championnat. Il quitte la franchise au terme de la saison.
Jouant désormais uniquement avec les Liners, il participe activement à leur retour en Top League pour la saison 2021, après une saison où il marque dix essais en sept matchs.

### En équipe nationale
N'ayant jamais joué pour son pays natal ou la Nouvelle-Zélande, Semisi Masirewa se déclare intéressé pour représenter le Japon dès qu'il sera devenu sélectionnable en 2018. Malgré ces déclarations, il affirme également avoir l'objectif de jouer pour les Fidji la même année.
Finalement, il est sélectionné pour la première fois avec l'équipe du Japon en avril 2021 par Jamie Joseph,. Il obtient sa première cape internationale le 3 juillet 2021 à l’occasion d’un test-match contre l'équipe d'Irlande à Dublin.

## Palmarès

### En club
- Champion du NPC Championship en 2014 avec Manawatu.
- Champion de National Rugby Championship en 2016 avec Perth Spirit.
- Champion de Top Challenge League en 2020 avec les Kintetsu Liners.

### En équipe nationale
- 1 sélection.
- 0 point.